# Cratyna flavivaria
Cratyna flavivaria är en tvåvingeart som beskrevs av Werner Mohrig 1999. Cratyna flavivaria ingår i släktet Cratyna och familjen sorgmyggor. Inga underarter finns listade i Catalogue of Life.